# MidpX
MidpX é um software grátis usado por mais de 4.838 pessoas, o emulador é para executar jogos de celular no computador.

## Descrição
MidpX é um programa pra você testar jogos e aplicativos java antes de instalá-los no seu celular. O software em si é básico: instale-o e depois é só dar um duplo-clique em qualquer aplicativo .jar para executá-lo.
Porém, algumas limitações, nenhum aplicativo 3D roda no emulador - somente aqueles que usam sprites funcionam. E um ou outro ainda pode travar. E as opções disponíveis de configuração são bem limitadas.
Para emular o celular, você usa as teclas direcionais do teclado do PC, ou então clica com o mouse nas teclas do celular virtual na tela.

## Tutorial de como executar
Para rodar jogos de celular no PC, você deve baixar e instalar-o no seu computador, depois, tudo que você precisa fazer é dar duplo clique em uns arquivos que são jogos ".jar" que você quer testar, e pronto. Dessa forma, você só vai passar para o celular os jogos que você realmente gostar.
Segue um guia rápido de como instalar e usar o programa:
- 1º passo: Você precisa instalar o programa no seu computador. Clique aqui para baixar.

- 2º passo: Depois de instalado, você pode rodar qualquer arquivo ".jar" apenas dando dois cliques em cima deles.

- 3º passo: Você pode usar o mouse pra iniciar o jogo, e o teclado número para simular o teclado de um celular (use o 2, 4, 8, 6 e o 5) e depois daí está pronto.

Nota: Não é possível utilizar uma placa gráfica no emulador, portanto, alguns jogos não irão rodar.